# المحتوى المعرفي التكنولوجي التربوي

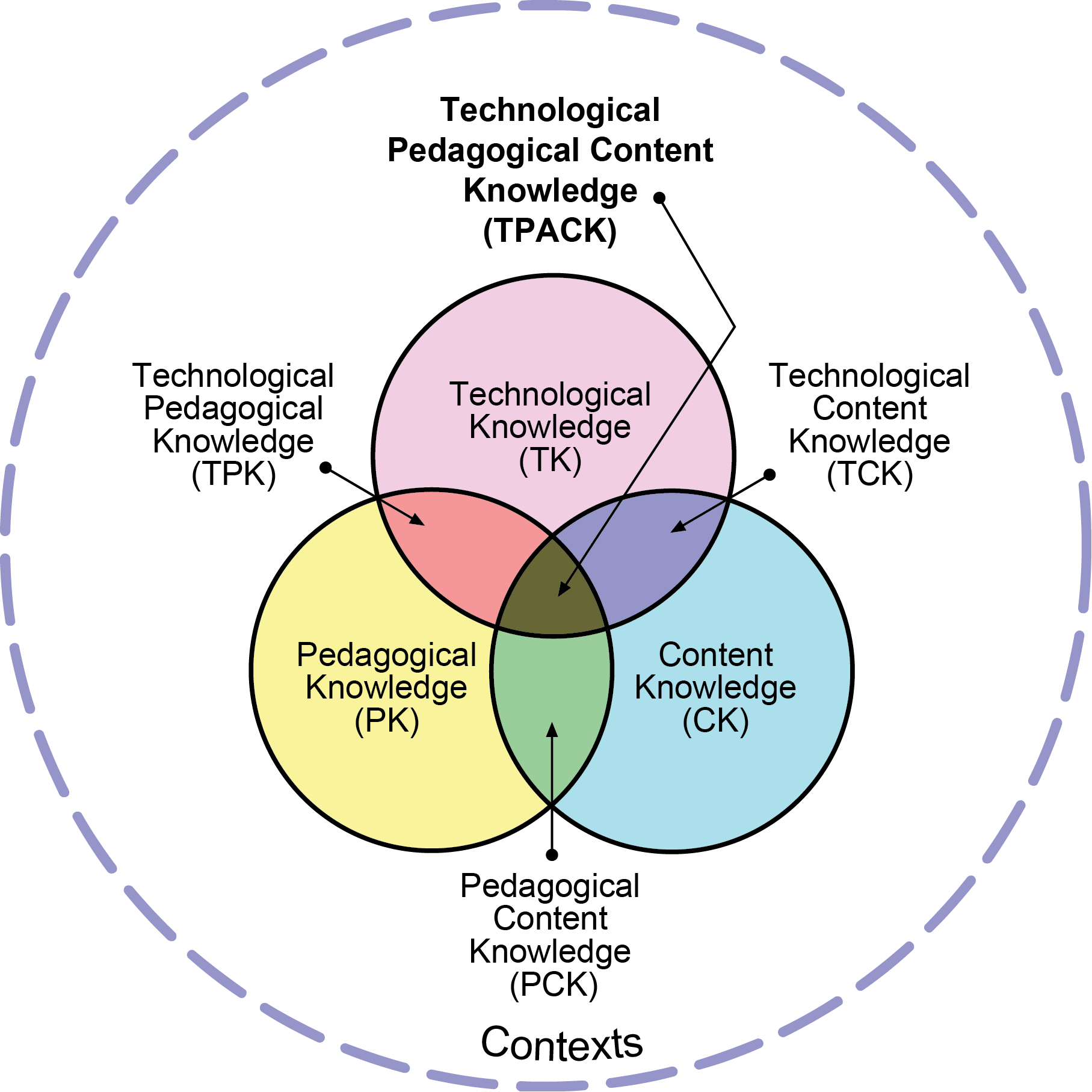

المحتوى المعرفي التكنولوجي التربوي أو TPACK هو اختصار للعبارة (Technological Pedagogical Content Knowledge) والتي تشير للمعرفة في ثلاث مجالات رئيسية (التكنولوجيا- البيداغوجيا- المحتوى). وهو إطار لفهم ووصف أنواع المعرفة التي يحتاجها المعلمون من أجل ممارسات بيداغوجية فعالة في بيئة تعلم تم تعزيزها بالتكنولوجيا. فكرة (المعرفة البيداغوجية للمحتوى - pedagogical content knowledge) الـ (PCK) اختصاراً وضعت للمرة الأولى بواسطة لي شولمان (Shulman 1986)، ووضع التي باك TPACK بناءً على تلك الأفكار الأساسية من خلال تضمين التكنولوجيا. الأستاذ بونيا ميشرا والأستاذ ماثيو ج. كوهلر من جامعة ولاية ميتشغان، قاموا بعمل مكثف لبناء إطار التي الباك. TPACK.org موقع نشط بالأخبار والمعلومات حول TPACK.

## إطار التي باك
يزعم إطار TPACK أن الإدماج الفعال للتكنولوجيا في تدريس محتوى معين أو موضوع يتطلب فهم ومعالجة العلاقات بين هذه المكونات الثلاثة: التكنولوجيا، البيداغوجيا، والمحتوى. مدرس قادر على التعامل مع هذه العلاقات يمثل شكلا من الخبرة مختلفاً عن و (ربما) أوسع من معرفة خبير متخصص (لنقل: عالماً أو موسيقياً أو عالم اجتماع)، خبير تكنولوجيا (مهندس كمبيوتر) أو خبيرا في التدريس / البيداغوجيا (مربيا من ذوي الخبرة).
يسلط إطار التي باك الضوء على العلاقات المعقدة الموجودة بين مجالات المحتوى والبيداغوجيا والمعرفة التكنولوجية، ويمكن أن يكون التي باك هيكلاً تنظيمياً مفيداً لتحديد ما الذي يحتاج المعلمون معرفته لادماج التكنولوجيا بشكل فعال (Archambault & Crippen، 2009).

## مجالات المعرفة في التي باك
يتكون التي باك من 7 مجالات للمعرفة:
1. (CK) معرفة المحتوى - Content Knowledge
2. (PK) المعرفة البيداغوجية - Pedagogical Knowledge
3. (TK) المعرفة التكنولوجية - Technology Knowledge
4. (PCK) المعرفة البيداغوجية للمحتوى - Pedagogical Content Knowledge
5. (TCK) المعرفة التكنولوجية للمحتوى - Technological Content Knowledge
6. (TPK) المعرفة التكنولوجية البيداغوجية - Technological Pedagogical Knowledge
7. (TPCK) التكنولوجيا البيداغوجية والمحتوى المعرفي - Technological Pedagogical Content Knowledge

يتم اعتبار المجالات المعرفية السابقة ضمن إطار سياقي معين.

### (CK) معرفة المحتوى - Content Knowledge
معرفة المحتوى يمكن تعريفها بأنها «التأسيس الشامل في المحتوى على - مستوى الكلية-» أو «التمكن من المحتوى».
كما قد تشمل المعرفة بالمفاهيم والنظريات والأطر المفاهيمية وكذلك معرفة الطرق المقبولة لتطوير المعرفة.

### (PK) المعرفة البيداغوجية - Pedagogical Knowledge
وتتضمن المعرفة البيداغوجية المعرفة العامة حول كيفية تعلم الطلاب، وأساليب التدريس، وطرق التقييم ومعرفة نظريات مختلفة حول التعلم. هذه المعرفة وحدها هي ضرورية لكنها غير كافية لأغراض التدريس. فبالإضافة إلى ذلك مطلوب من المعلم معرفة المحتوى.

### (TK) المعرفة التكنولوجية - Technology Knowledge
تشير المعرفة التكنولوجية إلى فهم الطريقة التي تستخدم بها التقنيات في مجال محتوى معين. على سبيل المثال، لمعلمي الفيزياء، هي فهم نطاق التقنيات التي يستخدمها الفيزيائيون في العلم والصناعة. وفي سياق دمج التكنولوجيا في المدارس يبدو في معظم الأحيان أنها تشير إلى التقنيات الرقمية مثل أجهزة الكمبيوتر المحمولة، والإنترنت، وتطبيقات البرمجيات. بأية حال فإن المعرفة التكنولوجية TK تتجاوز محو الأمية الرقمية إلى وجود معرفة حول كيفية تغيير الغرض من التكنولوجيات القائمة (مثل الويكي) بحيث يمكن استخدامها في تعزيز التكنولوجيا.

### (PCK) المعرفة البيداغوجية للمحتوى - Pedagogical Content Knowledge
المعرفة البيداغوجية للمحتوى هي معرفة كيفية الجمع بين البيداغوجيا والمحتوى على نحو فعال. هذه معرفة حول كيفية جعل الموضوع قابلاً للفهم بالنسبة للمتعلمين.
أشار تقرير أن المعرفة البيداغوجية للمحتوى - PCK تتضمن معرفة ما الذي يجعل الموضوع صعبا أو سهلاً للتعلم، فضلا عن معرفة التصورات البديلة والمفاهيم الخطأ الشائعة والمرجح ان الطلاب يجلبونها معهم إلى الفصول الدراسية.

### (TCK) المعرفة التكنولوجية للمحتوى - Technological Content Knowledge
تشير المعرفة التكنولوجية للمحتوى للمعرفة حول كيفية وامكانية استخدام التكنولوجيا لتوفير طرق جديدة لتدريس المحتوى. على سبيل المثال، الرسوم المتحركة الرقمية تمكن الطلاب من تصور كيفية ارتباط الإلكترونات بين الذرات عندما تتشكل المركبات الكيميائية.

### (TPK) المعرفة التكنولوجية البيداغوجية - Technological Pedagogical Knowledge
تشيرالمعرفة التكنولوجية البيداغوجية لإمكانيات الاستخدام والقيود المتعلقة بالتكنولوجيا كأداة داعمة في استخدام أساليب تدريسية مختلفة. على سبيل المثال قد تسهل أدوات التعاون عبر الإنترنت التعلم الاجتماعي لمتعلمين منفصلين جغرافياً.

### (TPCK) معرفة (التكنولوجيا -البيداغوجيا- المحتوى) - Technological Pedagogical Content Knowledge
تشير التكنولوجيا البيداغوجية ومعرفة المحتوى إلى معرفة وفهم التفاعل بين CKو PK وTK عند استخدام التكنولوجيا للتعليم والتعلم (Schmidt، Thompson، Koehler، Shin، & Mishra، 2009). ويشمل فهم العلاقة المعقدة بين كل من الطلاب والمعلمين والمحتوى والممارسات والتقنيات).

### السياق
المعلمين مقيدون بما هم قادرون على القيام به داخل بيئتهم. على سبيل المثال، المعلمين اللذين لديهم وصول محدود إلى التكنولوجيا غير قادرين على استخدام أدوات Web 2.0 المتاحة للطلاب في المدارس التي لديها نفاذ إلى الإنترنت في كل مكان.
الوقت، والتدريب، وطبيعة التقييم في المدارس تؤثر كذلك على كيفية استخدام التكنولوجيا في الفصول الدراسية.

## استخدام إطار التي باك
تزداد شعبية التي باك باعتباره الإطار التنظيمي لتطوير برامج التنمية المهنية لتكنولوجيا التعليم للمعلمين. وقد أدى استخدام TPACK بهذه الطريقة لظهور الحاجة لقياس التي باك لدى المعلم. الأبحاث في هذا المجال مستمره حاليا وتبرهن على أنه من الصعب تحديد حدود مجالات المعرفة المختلفة المتعلقة بالتي باك (Archambault & Crippen، 2009).
إطار TPACK لا يعني بالضرورة أنه يجب إدخال التكنولوجيات الجديدة، ولكن بدلاً من ذلك الأفكار الإبداعية المتعلقة باستخدام التقنيات المتاحة بالفعل للمعلمين. كل مكون: التكنولوجيا، البيداغوجيا، والمحتوى يجب أن تكون ضمن إطار سياقي معين.

## وصلات خارجية
- TPACK.org
- TPACK page on Punya Mishra's web
- Thinking Creatively، Teachers as Designers of Technology، Pedagogy and Content. Video of Keynote address by Punya Mishra and Matthew J. Koehler at SITE2008